# Tom Noga
Tom Noga (* 7. März 1960 in Bochum) ist ein deutscher Radioautor, Journalist und Regisseur.

## Leben
Tom Noga studierte Rechtswissenschaft an der Ruhr-Universität Bochum und lebt in Köln. Er arbeitete unter anderem für Die Zeit, den Stern und die Frankfurter Rundschau und erstellt als Autor und Regisseur Auslandsreportagen, Hörspiele, Features und Filme für den Westdeutschen Rundfunk, den Südwestrundfunk, den Bayerischen Rundfunk, das Deutschlandradio und das ZDF. Er schreibt regelmäßig für das Reiseressort der Süddeutschen Zeitung. Tom Noga berichtet insbesondere über gesellschaftliche, soziale und kulturelle Themen aus den USA.

## Kritik
An seiner Arbeitsweise und Berichterstattung zu Sorgerechtskonflikten gibt es Kritik sowohl in der Öffentlichkeit als auch intern bei den Sendern, für die er arbeitet. Matthias Meisner schrieb im Mai 2024 in Übermedien, Noga vertrete in seinen Beiträgen als selbst Betroffener „vor allem Perspektiven, die so genannte Väterrechtler vertreten“. Auf Betreiben einer Frau depublizierte etwa der SWR das 2023 veröffentlichte Feature Von der Mutter entführt – ein Vater kämpft um seinen Sohn.

## Hörspiele
- 2001: Royal Flush – Auf den Spuren der Poker-Cracks (WDR, Regie: Susanne Krings)
- 2002: Khao San Chaos – Im Herzen des Lonely Planet (mit Vera Noga, WDR, Regie: Susanne Krings)
- 2003: Southern Discomfort in Hank Williams' Country (mit Vera Noga, WDR, Regie: Susanne Krings)[3]
- 2004: Vicious (mit Vera Noga, WDR, Regie: Susanne Krings)
- 2007: Hunter – Aus dem Leben eines Outlaws (WDR, Regie: Susanne Krings)[4]
- 2009: Escobar – Aufstieg und Fall des King of Coke (WDR, Regie: Susanne Krings)[5]
- 2010: Bunker – Das wilde Leben des Surf-Pioniers Bunker Spreckels (WDR, Regie: Thomas Leutzbach)[6]
- 2011: Coca Loca – Parallelgesellschaft im Knast von San Pedro (WDR, Regie: Thomas Leutzbach)[7]
- 2011: Not to touch the earth (WDR, Regie: Thomas Leutzbach)
- 2013: L.A. Blues – Glanz und Elend rund um die Traumfabrik (WDR, Regie: Gerrit Booms)[8]
- 2014: Maracanzo – Trauma und Traum des brasilianischen Fußball (WDR, Regie: Thomas Leutzbach)
- 2015: Gram (WDR, Regie: Thomas Leutzbach)
- 2017: Monika La Guerrillera - Die Frau, die Che Guevara rächte (WDR, Regie: Thomas Leutzbach)[9]

## Feature (Auswahl)
- 2005: Changelujah – Reverend Billy und die Church of Stop Shopping (SWR)
- 2005: A dead man's Hand – Die Welt, in der man pokert (DLR)
- 2005: Alle deutsch und heimatlich – Die Kolonie Nueva Germania in Paraguay (WDR)
- 2007: Damit die Welt besser wird – Die Samariter vom Arivaca-Tal (SWR)
- 2007: Hasta la victoria siempre – der Fall der Miami 5 (WDR)
- 2009: Angola Blues – Aus dem Innenleben eines US-Gefängnisses (DLF)
- 2010: Mississippi brennt nicht mehr (DLR)
- 2011: Zahnlos glücklich in Vilcabamba – Im Tal der Hundertjährigen in Ecuador (DLF)[10]
- 2012: The Crazy Never Die – Die Lange Nacht über Hunter S. Thompson (DLF)[11]
- 2012: Armut macht krank – Mit fliegenden Ärzten gegen die Gesundheitsmisere in den USA (DLF)[12]
- 2012: Revolución – aus dem Inneren der FARC (NDR)
- 2012: Das Spiel denken – Fußball 3.0 (mit Steffen Irlinger, WDR)
- 2013: It's Monk Time – Die irre Geschichte einer amerikanischen Beatband in der deutschen Provinz (DLF)[13]
- 2015: The smell of female – Die Welt des Erotikfilmers Russ Meyer (DLR)
- 2016: Edifício Copan – Leben im größten Wohnhaus der Welt (DLF)
- 2017: Flugzeugabsturz eines Fußball-Teams: Chapecoense ein Jahr nach dem Unglück (DLF)
- 2020: Que beleza – der irrationale Samba-Soul des Tim Maia (mit Steffen Irlinger, DLF)
- 2020: Straße der Hoffnung, Straße der Gewalt – Der Highway 61 und die amerikanische Bürgerrechtsbewegung (BR)
- 2021: Von einsamen Kämpfen und stillen Niederlagen – Die Lange Nacht über Ernest Hemingway (DLF)
- 2022: Albtraum Eltern-Kind-Entfremdung (BR)[14]
- 2023: Genie am Ball – Eine Lange Nacht über Glanz und Elend des Diego Armando Maradona (mit Steffen Irlinger, DLF)

## Filmreportagen
- 2016: Black in the USA (Dokumentation in 2 Teilen, ZDF)

## Auszeichnungen
- 2006: Hörfunkpreis der RIAS Berlin Kommission (für Changelujah)
- 2008: Hörfunkpreis der RIAS Berlin Kommission (für Damit die Welt besser wird)[15]
- 2012: Deutscher Radiopreis in der Kategorie „Beste Sendung“, gemeinsam mit Monika Künzel (für The Crazy Never Die – Die Lange Nacht des Hunter S. Thompson)[16]
- 2017: VDRJ-Radiopreis „Columbus“ in Silber der Vereinigung Deutscher Reisejournalisten (für Doktor im Gepäck)[17]